# Альянс європейських національних рухів
Альянс європейських національних рухів був утворений в Будапешті 24 жовтня 2009 низкою ультранаціоналістичних та праворадикальних партій з країн Європейського Союзу.
Членами засновниками Альянсу є «Йоббік» (Угорщина) (на шостому з'їзді якої Альянс і був створений), а також Front National Франція, Fiamma Tricolore Італія, NationalDemokraterna Швеція, Front national Бельгія.
12 листопада 2009 до вже існуючих членів приєдналася British National Party, зацікавленість у приєднання до Альянсу також мають партії з Австрії, Іспанії і Португалії.
Альянс має намір сформувати депутатську групу у Європарламенті, щоб отримати додаткові преференції, але для цього потрібно мати 25 депутатів з сімох країн, у той час як Альянс має лише вісім.

## Керівництво
На прес-конференції в Страсбурзі 16 червня 2010 р. АЄНР затвердив своє політичне керівництво: президент Бруно Голніш, віце-президент Нік Гріффін, скарбник Бела Ковач і Генеральний секретар Валеріо Сігнетті.
Члени станом на 2010 рік:
| Партії                                   | Країни          |
| Республіканський громадський рух         | Іспанія         |
| Національний фронт                       | Бельгія         |
| Британська національна партія            | Велика Британія |
| Йоббік                                   | Угорщина        |
| Триколірне полум'я                       | Італія          |
| Партія Свободи (VP) - Майбутнє Фінляндії | Фінляндія       |
| Національний фронт                       | Франція         |
| Націонал-демократи                       | Швеція          |
| Партія національного відродження         | Португалія      |

## Вступна преамбула до політичної декларації Альянсу
- Усвідомлення відповідальності перед європейськими націями, мовами та культурами, які вони представляють
- Усі члени Альянсу виступають за невід'ємні цінності християнства, природне право, мир і свободу в Європі
- Розуміння всіх численних загроз, які потужними силами глобалізації створюються для знищення безцінної Європейської спадщини